# Limnebius alutaceus
Limnebius alutaceus är en skalbaggsart som först beskrevs av Thomas Casey 1886.  Limnebius alutaceus ingår i släktet Limnebius och familjen vattenbrynsbaggar. Inga underarter finns listade i Catalogue of Life.